# Centrale nucleare di Grafenrheinfeld
La centrale nucleare di Grafenrheinfeld (in tedesco Kernkraftwerk Grafenrheinfeld) è una centrale nucleare della Germania situata vicino a Grafenrheinfeld, a sud di Schweinfurt sul fiume Meno. 
L'impianto ha funzionato dal 1981 fino al 27 giugno 2015, quando è stato dismesso nell'ambito del programma di chiusura della produzione d'energia nucleare in Germania.
La centrale è composta da un reattore PWR, che quando era in attività produceva circa 1345 MW di potenza.